# Podhorní vrch
Die Vulkankuppe Podhorní vrch (Podhorn) befindet sich wenige Kilometer östlich von Mariánské Lázně (Marienbad) in Böhmen gelegen. Das vulkanische Gestein besteht aus einem Olivin-Nephelinit und wurde vor etwa 17 Millionen Jahren gebildet.

## Goethe und der Podhorn

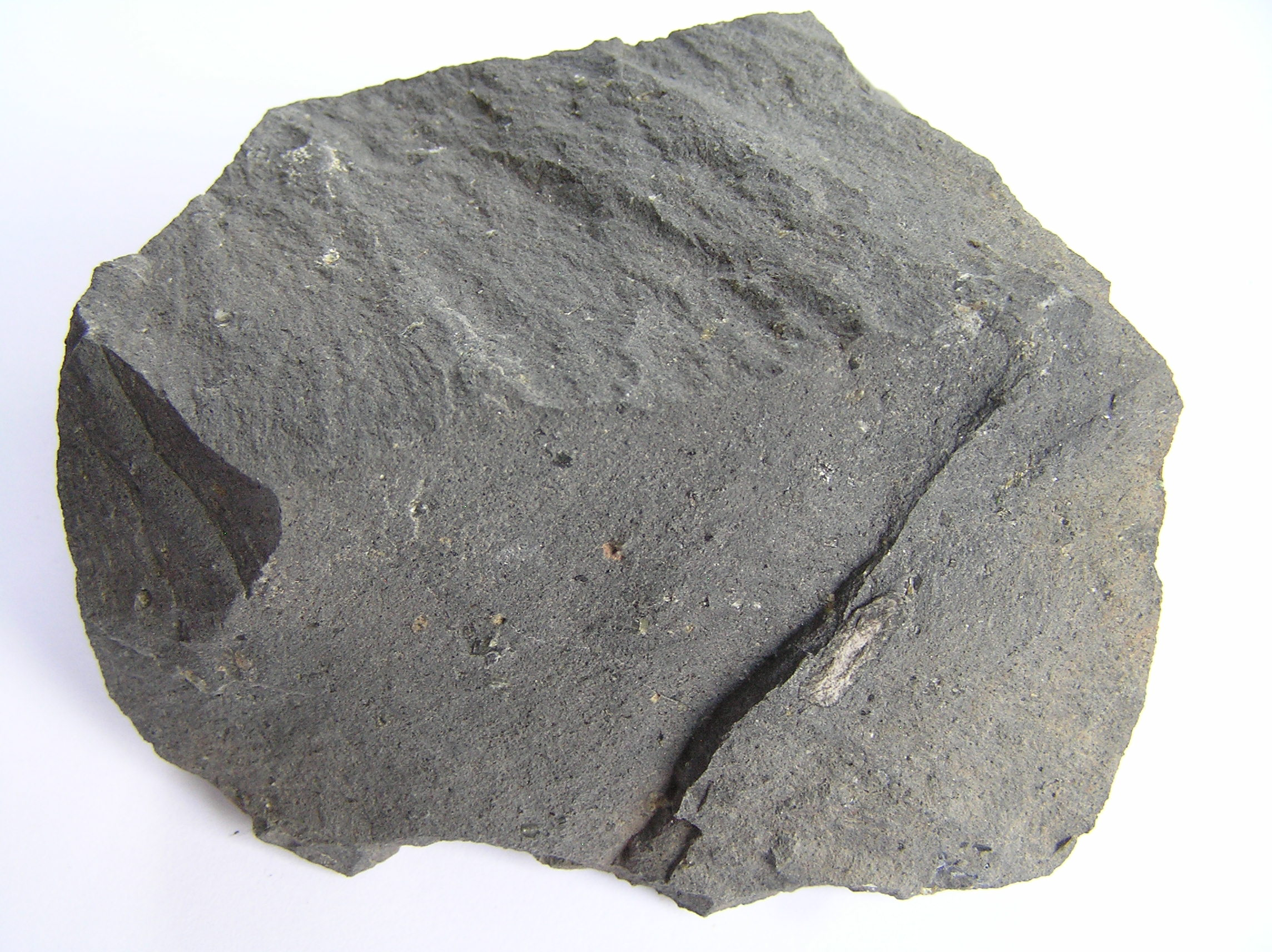
Olivin-Nephelinit vom Podhorn

Johann Wolfgang von Goethe kurte mehrfach in Marienbad und nutzte dabei die Gelegenheit, geologische Exkursionen in der Umgebung zu unternehmen. Bei einer Fahrt zum Stift Tepl am 21. August 1821 entdeckte er unvermutet das vulkanische Gestein. Obwohl sich Goethe nicht explizit zur Bildung des Podhorns äußerte, wurde von ihm das Umland in einer neptunistischen Weise beschrieben. Ein Handstück befindet sich noch heute in Goethes Weimarer Sammlung (Nr. 7318).